# Nicole Bachmann
Nicole Bachmann (* 1964 in Basel) ist eine Schweizer Krimiautorin und Gesundheitspsychologin.

## Leben
Bachmann studierte von 1984 bis 1992 Klinische Psychologie und Sozialarbeit an der Universität Fribourg und erhielt den Doktortitel für Gesundheits- und Sozialpsychologie der Universität Zürich im Jahr 2000. Heute (September 2022) arbeitet sie als wissenschaftliche Mitarbeiterin und Dozentin an der Fachhochschule Nordwestschweiz in Olten. Neben wissenschaftlichen Werken schreibt Bachmann Kriminalromane, Hörspiele und historische Kinderbücher.
Bachmann lebt zusammen mit ihrem Lebenspartner und zwei Kindern in Köniz bei Bern. Sie ist Mitglied im Verein Krimi Schweiz – Verein für schweizerische Kriminalliteratur, im Syndikat, Verein für deutschsprachige Kriminalliteratur, im  A*dS, Autorinnen und Autoren der Schweiz und im BSV, Berner Schriftstellerinnen und Schriftsteller Verein.

## Werk (Auswahl)
- 2008 erschien ihr erster Kriminalroman, Doppelblind. Lou Becks erster Fall
- 2011 folgte der zweite Fall mit Lou Beck, Inzidenz (beide im salis-Verlag)
- 2014 nach einem Verlagswechsel Lou Becks dritter bis fünfter Fall: Endstation Bern
- 2018 Weites Land
- 2021 Schöner Sterben in Bern (alle bei emons)
- 2025 Claire Brubacher Leibwächterin des Königs, ein von Dorian Iten illustrierter Abenteuerroman für Menschen ab 8 Jahren
- Im Herbst 2025 wird der Roman Tagebuch eines Atoms im Knapp Verlag erscheinen

## Hörspiele (Auswahl)
- 2019: Die Bewächter – Dramaturgie und Regie: Susanne Janson (Original-Hörspiel, Kriminalhörspiel – SRF)
- 2022: Die Kadenz des Mörders – Dramaturgie und Regie:	Susanne Janson (Originalhörspiel, Kriminalhörspiel – SRF)

## Weblink
- Website von Nicole Bachmann